# Kamikawa (Hyōgo)
Pour les articles homonymes, voir Kamikawa.
Kamikawa (神河町, Kamikawa-chō) est un bourg du district de Kanzaki, dans la préfecture de Hyōgo, au Japon.

## Géographie

### Démographie
Au 1er octobre 2014, la population de Kamikawa s'élevait à 11 564 habitants répartis sur une superficie de 202,27 km2.

### Topographie
Le mont Sen se trouve sur le territoire du bourg.

## Transports
Le bourg est traversé par la ligne Bantan opérée par JR West. La gare principale est celle de Niino.